# Paul Sueo Hamaguchi
Paul Sueo Hamaguchi (Higashi Shutsu, 1 de agosto de 1948-Ōita, 28 de diciembre de 2020) fue un obispo católico japonés, ordenado sacerdote para la Arquidiócesis de Nagasaki en 1975 e incardinado posteriormente a la diócesis de Takamatsu en 2005. El 25 de marzo de 2011 fue nombrado quinto obispo de la diócesis de Ōita por el papa Benedicto XVI sirviendo en esta diócesis como ordinario hasta su fallecimiento ocurrido el 28 de diciembre de 2020.